# Julieta
Julieta [xuˈljeta] är en spansk film från 2016 skriven och regisserad av Pedro Almodóvar baserat på "Chance", "Silence" och "Soon", tre noveller från boken Runaway av Alice Munro. 
Filmen hade premiär den 8 april 2016 i Spanien på filmfestivalen i Cannes 2016, där den valdes ut för att tävla om Guldpalmen.
Filmen valdes av Academia de las Artes y las Ciencias Cinematográficas de España som det spanska bidraget till bästa utländska film vid den 89:e Oscarsgalan. Den nominerades till BAFTA Award för bästa film förutom att den fick fyra nomineringar till European Film Awards och sju nomineringar till Goya Awards.

## Rollista
- Emma Suárez som Julieta Arcos
- Adriana Ugarte som yngre Julieta Arcos
- Daniel Grao som Xoan (Julietas partner)
- Inma Cuesta som Ava
- Michelle Jenner som Beatriz
- Darío Grandinetti som Lorenzo Gentile
- Rossy de Palma som Marian
- Susi Sánchez som Sara (Julietas mamma)
- Pilar Castro som Claudia (Beatriz mor)
- Joaquín Notario som Samuel (Julietas far)
- Nathalie Poza som Juana
- Mariam Bachir som Sanáa
- Blanca Parés som Antía (18 år)
- Priscilla Delgado som Antía (tonåring)
- Sara Jiménez som Beatriz (tonåring)